# Samu Pecz

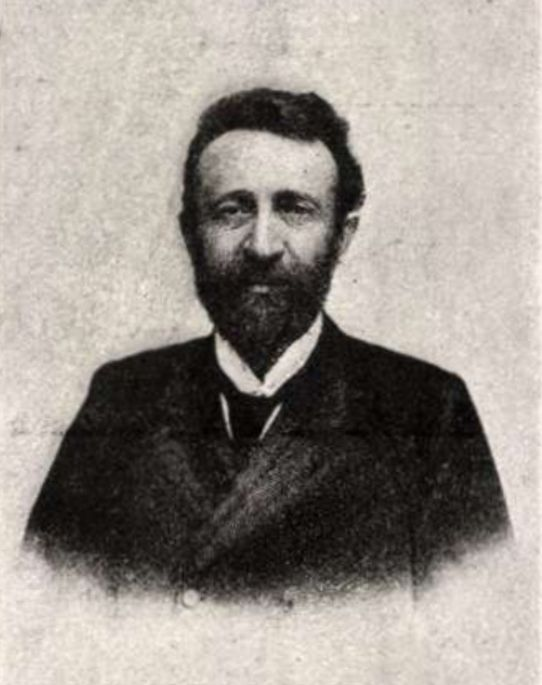
Samu Pecz (1899)

Samu Pecz (geboren 1. März 1854 in Pest, Kaisertum Österreich; gestorben 1. September 1922 in Budapest) war ein ungarischer Architekt des Historismus.

## Leben
Samu Pecz (eigentlich Samuel Petz) begann nach dem Abitur in Budapest ein Architekturstudium an der Joseph-Universität für Technik und Wirtschaftswissenschaften. 1873 wechselte er für zwei Jahre an die Technische Hochschule Stuttgart; darauf studierte er zwei Jahre bei T. Hansen an der Akademie der bildenden Künste Wien. Von 1878 bis 1882 arbeitete er im Büro des Budapester Architekten Frigyes Schulek und öffnete danach sein eigenes Büro.
Neben seiner Arbeit an zahlreichen Wettbewerben und ersten Projekten erhielt er 1887 eine Gast- und 1888 eine ordentliche Professur an der Architekturfakultät der Technischen Hochschule Budapest. Ab Anfang der 1890er realisierte er die meisten seiner im Stil der Neoromanik bzw. Neorenaissance entworfenen Bauten, die mit ihren bunten Kacheln bzw. Ziegeln das Budapester Stadtbild nachhaltig prägten. Das bekannteste seiner Bauten ist die 1897 eröffnete Große Markthalle im IX. Budapester Bezirk Ferencváros – noch heute die größte Markthalle Europas. 1899 gewann er den 1. Preis im Architektenwettbewerb für das Museum der Bildenden Künste; aufgrund der zu teuren Planung bekam er jedoch nicht den Zuschlag für dessen Bauausführung. 1902 wird er Vorsitzender der Ungarischen Architektenkammer (MÉK). Pecz starb 1922 im Alter von 68 Jahren.

## Bauten (Auswahl)

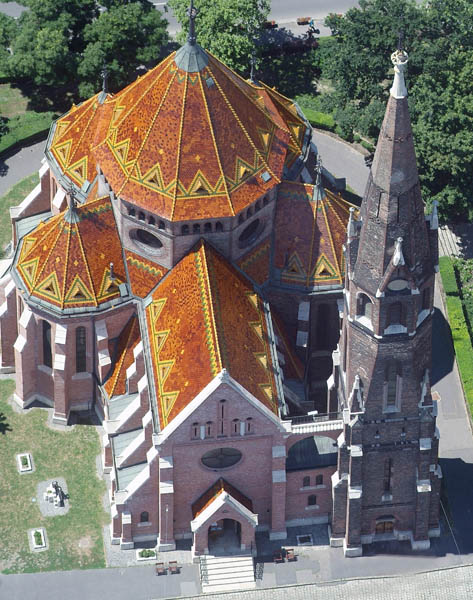
Reformierte Kirche am Dezső-Szilágyi-Platz (1896)

- 1888–1890: Unitarische Kirche, Budapest
- 1890–1893: Szeky-Palast, Cluj-Napoca (Klausenburg)
- 1892–1896: Reformierte Kirche (am Szilágyi Dezső tér), Budapest[2]
- 1894–1896: Große Markthalle, Budapest
- 1901–1902: Marineakademie, Fiume
- 1903–1904: Lutherische Kirche, Budapest
- 1913–1920: Ungarisches Staatsarchiv, Budapest